# 파닥파닥
《파닥파닥》은 2012년 7월 25일에 개봉한 대한민국 애니메이션 영화이다. 제 13회 전주국제영화제 국제경쟁부문에서 한국 작품으로 유일하게 진출하여 'CGV 무비꼴라쥬상'을 수상하였다.
2016년 6월 6일 밸브 코퍼레이션의 디지털 관리 멀티플레이어 플랫폼인 스팀을 통해 출시되었다.

## 줄거리
어느 날 망망대해 출신인 자연산 ‘고등어’가 어촌의 한 횟집 수족관에 들어온다. 그곳은 수족관에서 오래 살아남는 법을 고안해 양식어들의 신망을 받으며 강력한 권력을 갖게 된 전설의 ‘올드넙치’가 지배하는 곳. 고등어는 앞으로 나아가려 해도 더 이상 나아갈 수 없는 보이지 않는 벽에 절망하고, 친구 고등어가 회칼에 무참히 죽는 모습을 목격한 후 필사의 탈출을 결심한다. 또한 양어장 출신 물고기들에게 바다를 알려주며 탈출을 도모해보지만, 유일한 바다출신 ‘올드넙치’가 바다생활에 대해 회의적이고 비판적이어서 고등어는 점점 수족관의 눈엣가시가 되어 간다. 바다출신인 두 물고기의 엇갈리는 주장사이에서 양어장 출신인 다른 물고기들은 갈팡질팡하고, 시간이 흐를수록 ‘고등어’와 ‘올드넙치’의 갈등은 점점 커져만 가는데…

## 성우진
- 김현지: 파닥파닥(고등어)
- 시영준: 올드 넙치
- 현경수: 줄돔
- 안영미: 놀래미, 도미
- 이호산: 아나고(붕장어), 농어

## 관련 논문
- 지명구, 〈애니메이션 파닥파닥의 복잡적응계〉, 《한국디자인포럼》 44, 한국디자인트렌드학회, 2014년
- 서수정, 〈한국 애니메이션에 나타난 리얼리즘 미학의 새로운 가능성 연구 -〈파닥파닥〉〈제불찰씨 이야기〉를 중심으로-〉, 《만화애니메이션연구》 57, 한국만화애니메이션학회, 2019년
- 김예은·이태훈, 〈애니메이션 콘텐츠를 통한 철학적 의제 표현 연구 - 한국 애니메이션 영화 “파닥파닥(2012)”을 중심으로 -〉, 《디지털융복합연구》 18-8, 한국디지털정책학회, 2020년
- 이협, 〈〈파닥파닥〉의 지배 구조 비판〉, 《인문사회 21》 13-1, 2022년